# Deportivo Táchira Fútsal Club
Deportivo Táchira Fútsal Club – wenezuelski klub futsalowy z siedzibą w mieście San Cristóbal, obecnie występuje w najwyższej klasie rozgrywkowej Wenezueli. Jest sekcją futsalu klubu sportowego Deportivo Táchira.

## Sukcesy
- finalista Copa Libertadores de Futsal (1): 2008
- Mistrzostwo Wenezueli (1): 2011